# جيوفاني هوفمان
جيوفاني هوفمان (بالألمانية: Giovanni Hoffmann)‏ هو ملحن نمساوي، ولد في 1770، وتوفي في 1814.

## وصلات خارجية
- جيوفاني هوفمان على موقع ميوزك برينز (الإنجليزية)
- جيوفاني هوفمان على موقع ميوزك برينز (الإنجليزية)
- جيوفاني هوفمان على موقع أول ميوزيك (الإنجليزية)
- جيوفاني هوفمان على موقع أول ميوزيك (الإنجليزية)
- جيوفاني هوفمان على موقع ديسكوغز (الإنجليزية)
- جيوفاني هوفمان على موقع ديسكوغز (الإنجليزية)